# Georges Lombard

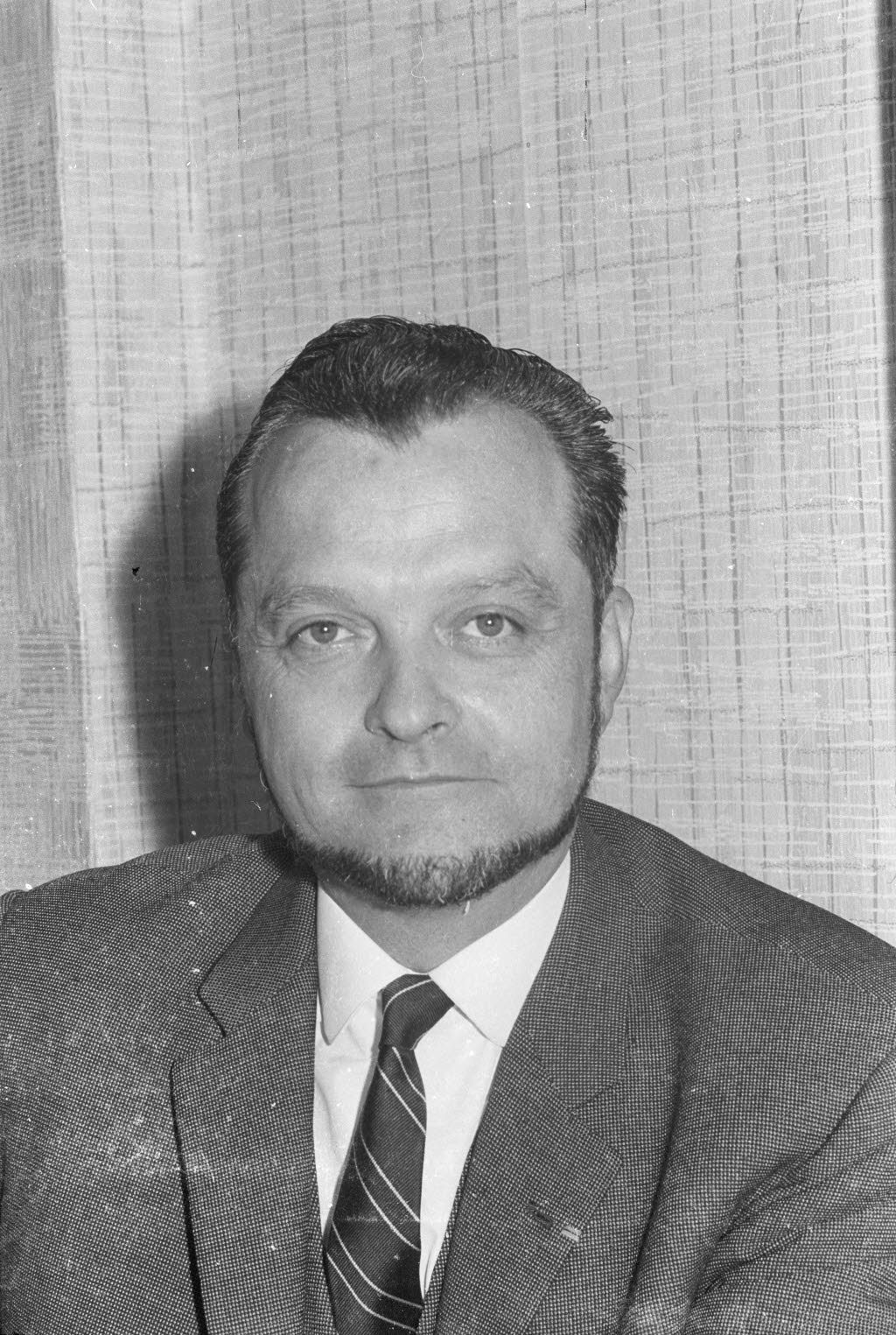
Georges Lombard (1966)

Georges Lombard (* 14. März 1925 in Paris; † 13. September 2010 in Brest, Finistère, Frankreich) war ein französischer Politiker des Centre national des indépendants et paysans (CNI).

## Biografie
Nach dem Schulbesuch studierte er Rechtswissenschaft und ließ sich nach Beendigung des Studiums 1949 als Rechtsanwalt in Brest nieder.
1958 begann er seine politische Laufbahn, als er als Kandidat des Centre national des indépendants et paysans zum Mitglied der Nationalversammlung gewählt wurde und in dieser bis 1962 das Département Finistère vertrat. Daneben wurde er 1959 zum Bürgermeister von Brest gewählt und bekleidete dieses Amt bis 1973.
Nachdem er zwischen 1967 und 1968 erneut Mitglied der Nationalversammlung war, wurde er 1971 zum Mitglied des Senats gewählt und gehörte diesem als Vertreter der Union centriste bis 1989 an. Neben einer Tätigkeit als Präsident des Komitees für Studien und Beziehungen der Bretagne (CELIB) von 1972 bis 1974 war er bis 1992 auch Mitglied des Regionalrates der Bretagne. Während dieser Zeit gründete er auch 1974 die Communauté Urbaine de Brest, deren Präsident er von 1974 bis 1977 war.
Zwischen 1981 und 1986 war er erster Präsident des Bretonischen Kulturinstitutes (Skol-Uhel ar Vro) sowie von 1983 bis 1989 erneut Präsident der Communauté Urbaine de Brest.
Nach Beendigung seiner politischen Laufbahn widmete er sich fortan der Schriftstellerei. 1994 bzw. 1995 erschienen seine Romane Mireille Mune und La myrrhe et l’encens.
Für seine politischen Verdienste wurde er mehrfach ausgezeichnet und war Offizier der Ehrenlegion, Ritter des Ordre des Palmes Académiques sowie des Leopoldsordens von Belgien. 1991 wurde ihm außerdem der bretonische Ordre de l'Hermine verliehen.